# 정나은
정나은(2000년 6월 27일~)은 대한민국의 배드민턴 선수이다. 2024년 하계 올림픽에 참가하였으며, 혼합 복식에서 김원호 선수와 함께 은메달을 기록하였다.
후배 시절 파트너인 왕찬과 함께 2018년 세계 주니어 선수권 대회에서 동메달을, 아시아 주니어 선수권 대회에서는 은메달을 획득했다.

## 경력
김혜정과 호흡을 맞춰 2021년 인도네시아 마스터스 결승에 진출했지만 일본의 마쓰야마 나미, 시다 지하루에게 패했다.
2022년에는 올 잉글랜드 오픈에서 준결승에 진출했다. 몇 달 후, 정나은과 김혜정은 벤야파 에임자르드, 눈타칸 에임자르드를 21–16, 21–12의 점수로 꺾고 코리아 오픈에서 우승했다. 2022년 우버 컵에서 금메달을 획득한 한국 팀의 일원이었다.